# 豊見城中央病院
豊見城中央病院（とみぐすくちゅうおうびょういん）は、沖縄県豊見城市字上田にある医療機関。
2020年8月に社会医療法人友愛会南部病院（旧沖縄県立南部病院）が豊見城市字上田に移転し豊見城中央病院へ名称変更して現病院となった。なお、旧豊見城中央病院は2020年8月に新築移転しており友愛医療センターに名称を変更している（所在地は豊見城市与根）。

## 沿革
2020年8月に社会医療法人友愛会南部病院が豊見城市字上田に移転し豊見城中央病院へ名称変更。
旧南部病院
- 1982年 - 沖縄県立南部病院として糸満市真栄里に開設[3]
- 2006年4月 - 沖縄県から社会医療法人友愛会に経営が移譲され社会医療法人友愛会南部病院となる[3]
- 2020年8月 - 豊見城市字上田に移転して豊見城中央病院に名称変更[1]

糸満市真栄里の病院敷地は1979年に松下電器産業から沖縄県と糸満市に無償譲渡された土地である。豊見城市への病院移転後、2023年に県有地は糸満市に譲渡されることになった。
なお、旧豊見城中央病院は移転により友愛医療センターとなっている（下記参照）。
旧豊見城中央病院
- 1980年4月 - 豊見城中央病院が豊見城市上田に開院[5]。
- 2020年8月 - 豊見城市与根に新築移転して友愛医療センターに名称変更[5]

## 診療科目
- 内科
- 外科
- 脳神経外科
- 整形外科
- 泌尿器科
- 皮膚科
- リハビリテーション科
- 放射線科
- 歯科
- 麻酔科
- 緩和ケア内科
- 眼科

## 医療機関の指定等
- 保険医療機関
- 救急告示病院
- 生活保護法指定医療機関
- 労災保険指定医療機関

など

## 交通アクセス
- 豊見城中央病院前バス停